# Paraclathurella densegranosa
Paraclathurella densegranosa é uma espécie de gastrópode do gênero Paraclathurella, pertencente a família Clathurellidae.